# 薩姆特縣 (阿拉巴馬州)
薩姆特县（英語：Sumter County）是美國亞拉巴馬州西部的一個縣，西鄰密西西比州。面積2,365平方公里。根據美國2000年人口普查，共有人口14,798人。縣治利文斯顿（Livingston）。
成立於1832年12月18日。縣名紀念美國獨立戰爭將領、參議員湯瑪斯·薩姆特（Thomas Sumter）。